# Veintiuno de Marzo, Mapastepec
Veintiuno de Marzo är en ort i Mexiko.   Den ligger i kommunen Mapastepec och delstaten Chiapas, i den sydöstra delen av landet, 800 km sydost om huvudstaden Mexico City. Veintiuno de Marzo ligger 584 meter över havet och antalet invånare är 120.
Terrängen runt Veintiuno de Marzo är kuperad åt sydväst, men åt nordost är den bergig. Runt Veintiuno de Marzo är det ganska glesbefolkat, med 27 invånare per kvadratkilometer. Närmaste större samhälle är Nuevo Milenio Valdivia, 15,3 km söder om Veintiuno de Marzo. I omgivningarna runt Veintiuno de Marzo växer i huvudsak städsegrön lövskog.